# Héctor Larios Córdova
Héctor Larios Córdova (Guadalajara, Jalisco, 22 de diciembre de 1954) es un político mexicano, miembro del Partido Acción Nacional. Ha sido diputado federal, senador y secretario general de Gobierno de Sonora. Fue senador plurinominal desde 2012 hasta 2018.

## Trayectoria
Es ingeniero civil egresado del Instituto Tecnológico y de Estudios Superiores de Occidente y tiene una Maestría en Administración de Empresas en el Instituto Tecnológico y de Estudios Superiores de Monterrey. Ha sido Profesor del Instituto Tecnológico de Hermosillo y del ITESM Campus Sonora Norte. Director del Centro Empresarial del Norte de Sonora, gerente general de PROCASA, empresa promotora de vivienda y asesor empresarial. 
Miembro del PAN desde 1990 ha ocupado diversos cargos en el Comité estatal de Sonora. Electo diputado al Congreso de Sonora de 1994 a 1997 y diputado federal por el V Distrito Electoral Federal de Sonora a LVII Legislatura de 1997 a 2000, y de 2000 a 2006 fue senador de la República. En 2004 fue designado coordinador de la bancada del PAN. Electo diputado federal plurinominal a la LX Legislatura de 2006 a 2009, fue designado coordinador de los diputados del PAN.
De septiembre de 2009 a enero de 2012 se desempeñó como Secretario de Gobierno del Estado de Sonora. 
En marzo de 2012 obtuvo la nominación del Partido Acción Nacional como candidato a senador plurinominal. 
A partir del 1 de septiembre de 2012 hasta el 31 de agosto de 2018 fue Senador de la República por el PAN y formó parte de la LXII Legislatura del Congreso de la Unión de México.
Fue Secretario General del PAN desde el 19 de noviembre de 2018 hasta el 1 de octubre de 2021.
- Datos: Q5649067